# 瑠璃花夏
瑠璃 花夏（るり はなか、7月1日 - ）は、宝塚歌劇団星組に所属する娘役。
京都府京都市、京都光華高等学校出身。身長160cm。愛称は「ちな」、「るり」。

## 来歴
2015年、宝塚音楽学校入学。
2017年、音楽学校卒業後、宝塚歌劇団に103期生として次席入団。雪組公演「幕末太陽傳／Dramatic “S”!」で初舞台。その後、星組に配属。
2021年の「柳生忍法帖」で新人公演初ヒロイン。
2024年の「夜明けの光芒」（ドラマシティ・東京建物 Brillia HALL公演）で、東上公演初ヒロイン。

## 主な舞台

### 初舞台
- 2017年4 - 5月、雪組『幕末太陽傳（ばくまつたいようでん）』『Dramatic “S”!』（宝塚大劇場のみ）

### 星組時代
- 2017年9 - 12月、『ベルリン、わが愛』 - 新人公演：少年（本役：星蘭ひとみ）／ベルリンの女（本役：天彩峰里）『Bouqduet de TAKARAZUKA（ブーケ ド タカラヅカ）』
- 2018年2月、『うたかたの恋』 - アンナ／ヨハンナ『Bouquet de TAKARAZUKA（ブーケ ド タカラヅカ）』（中日劇場）
- 2018年4 - 7月、『ANOTHER WORLD』 - 新人公演：天女（本役：白妙なつ）／蓮華の精『Killer Rouge（キラー ルージュ）』
- 2018年8 - 11月、『Thunderbolt Fantasy（サンダーボルトファンタジー）東離劍遊紀（とうりけんゆうき）』『Killer Rouge／星秀☆煌紅』（梅田芸術劇場・日本青年館・國家戯劇院・高雄市文化中心至徳堂）
- 2019年1 - 3月、『霧深きエルベのほとり』 - 新人公演：ベティ・シュナイダー（本役：水乃ゆり）『ESTRELLAS（エストレ―ジャス）〜星たち〜』
- 2019年5月、『アルジェの男』 - 花売り娘『ESTRELLAS（エストレ―ジャス）〜星たち〜』（全国ツアー）
- 2019年7 - 10月、『GOD OF STARS -食聖-』 - 新人公演：Cherry（本役：桜庭舞）『Éclair Brillant（エクレール ブリアン）』
- 2019年11 - 12月、『ロックオペラ モーツァルト』（梅田芸術劇場・東京建物 Brillia HALL） - 女官
- 2020年2 - 3月、『眩耀（げんよう）の谷〜舞い降りた新星〜』 - 新人公演：春崇（本役：有沙瞳）『Ray-星の光線-』（宝塚大劇場）
- 2020年7 - 9月、『眩耀（げんよう）の谷〜舞い降りた新星〜』『Ray-星の光線-』（東京宝塚劇場）[注釈 1]
- 2020年11月、『エル・アルコン-鷹-』『Ray-星の光線-』（梅田芸術劇場）
- 2021年2 - 5月、『ロミオとジュリエット』[注釈 1]
- 2021年7月、『婆娑羅（ばさら）の玄孫（やしゃご）』（ドラマシティ・プレイハウス） - お蝶
- 2021年9 - 12月、『柳生忍法帖』 - 天丸、新人公演：ゆら（本役：舞空瞳）『モアー・ダンディズム!』 新人公演初ヒロイン[3][4]
- 2022年2月、『王家に捧ぐ歌』（御園座） - 女官ターニ
- 2022年4 - 5月、『めぐり会いは再び next generation-真夜中の依頼人（ミッドナイト・ガールフレンド）-』 - アージュマンド『Gran Cantante（グラン カンタンテ）!!』（宝塚大劇場）
- 2022年6 - 7月、『めぐり会いは再び next generation-真夜中の依頼人（ミッドナイト・ガールフレンド）-』 - アージュマンド、新人公演：ブラン（本役：白妙なつ）『Gran Cantante（グラン カンタンテ）!!』（東京宝塚劇場）
- 2022年9月、『ベアタ・ベアトリクス』（バウホール） - エフィー・ラスキン
- 2022年11 - 2023年2月、『ディミトリ〜曙光に散る、紫の花〜』 - スィクヴァルリ、新人公演：バテシバ（本役：有沙瞳）『JAGUAR BEAT-ジャガービート-』
- 2023年3 - 4月、『Le Rouge et le Noir〜赤と黒〜』（ドラマシティ・日本青年館） - エリザ
- 2023年6 - 7月、『1789-バスティーユの恋人たち-』（宝塚大劇場） - シャルロット
- 2023年7 - 8月、『1789-バスティーユの恋人たち-』（東京宝塚劇場） - シャルロット、新人公演：マリー・アントワネット（本役：有沙瞳）
- 2023年10月、『My Last Joke-虚構に生きる-』（バウホール） - フランシス・S・オズグッド
- 2024年1 - 2月、『RRR×TAKA"R"AZUKA〜√Bheem〜（アールアールアール バイ タカラヅカ〜ルートビーム〜）』 - マッリ『VIOLETOPIA（ヴィオレトピア）』（宝塚大劇場）
- 2024年2 - 4月、『RRR×TAKA"R"AZUKA〜√Bheem〜（アールアールアール バイ タカラヅカ〜ルートビーム〜）』 - マッリ、新人公演：キャサリン（本役：小桜ほのか）『VIOLETOPIA（ヴィオレトピア）』（東京宝塚劇場）
- 2024年6月、『夜明けの光芒』（ドラマシティ・東京建物 Brillia HALL） - エステラ 東上初ヒロイン[5][6]
- 2024年8 - 12月、『記憶にございません!』 - スーザン・セントジェームズ・ナリカワ『Tiara Azul-Destino-（ティアラ・アスール ディスティーノ）』
- 2025年1 - 2月、『にぎたつの海に月出づ』（バウホール） - 推古天皇
- 2025年4 - 8月、『阿修羅城の瞳』 - 笑死『エスペラント！』
- 2025年9 - 10月、『アレクサンダー』（宝塚バウホール・東京建物 Brillia HALL） - サーヌ 東上ヒロイン

## 広告
- 2025年、JR東海「推し旅」[7]